# Valentin Korun
Valentin Korun , slovenski filolog, slavist, gimnazijski profesor pisatelj in kritik, * 14. februar 1865, Glinje, † 7. marec 1940, Ljubljana. 

## Življenje in delo
Osnovno šolo je obiskoval v Braslovčah, gimnazijo v Celju (1878–1886), slavistiko in klasično filologijo v Gradcu (1886–1892), kjer je leta 1896 tudi promoviral. Kot suplent je služboval na ljubljanski realki (1892–1894), kot profesor v Kranju (1894–1902), na I. državni gimnaziji v Ljubljani (1902–1920) ter nazadnje od 1920 do upokojitve 1925 kot ravnatelj na III. državni gimnaziji v Ljubljani. Svoje pedagoške članke je objavljal v Popotniku 1893–1898, iz klasične filologije je objavil daljšo razpravo Quaestiones de epistula Sapphus ad Phaonem (1895). Razen tega je pisal leposlovne črtice, potopise, humoreske in satire za časopise Gorenjc, Slovenski narod, Naprej, Planinski vestnik in Ljubljanski zvon. Nekaj teh objavljenih prispevkov je izdal v zbirki Spake. Satire, humoreske in drugo (Ljubljana, 1910), drugo zbirko povesti in črtic, Povesti in prizori, pa je pripravljal za tisk. Knjižne kritike je objavljal v Popotniku, Ljubljanskem zvonu in Slovanu. Korun je bil  predsednik ljubljanske sekcije Profesorskega društva (1919–1925) in mnogo let tudi predsednik ljubljanskega Francoskega krožka (Cercle français), ki ga je izvolil za svojega častnega člana. 